# 喬治·麥克唐納
喬治·麥克唐納（George MacDonald，1824年12月10日—1905年9月18日），蘇格蘭作家，詩人，基督教牧師。
麥克唐納是一位多產的小說家。他以淒美的童話和幻想的作品聞名，他對後來的作家產生影響，如威斯坦·休·奥登，C·S·路易斯，伊迪絲·內斯比特和馬德琳·恩格爾。
馬克·吐溫最初不喜歡麥克唐納，後來與他成為了朋友，有一些證據表明，馬克·吐溫受到麥克唐納的影響。
他的一句名言至今流传：当一种感觉存在的时候，他们感到它好像永远不会离开；当它离开了以后，他们感到它好像从未来过；当它再回来时，他们感到它好像从未离开。